# Axylia orbicularis
Axylia orbicularis là một loài bướm đêm trong họ Noctuidae.